# Шлемофон

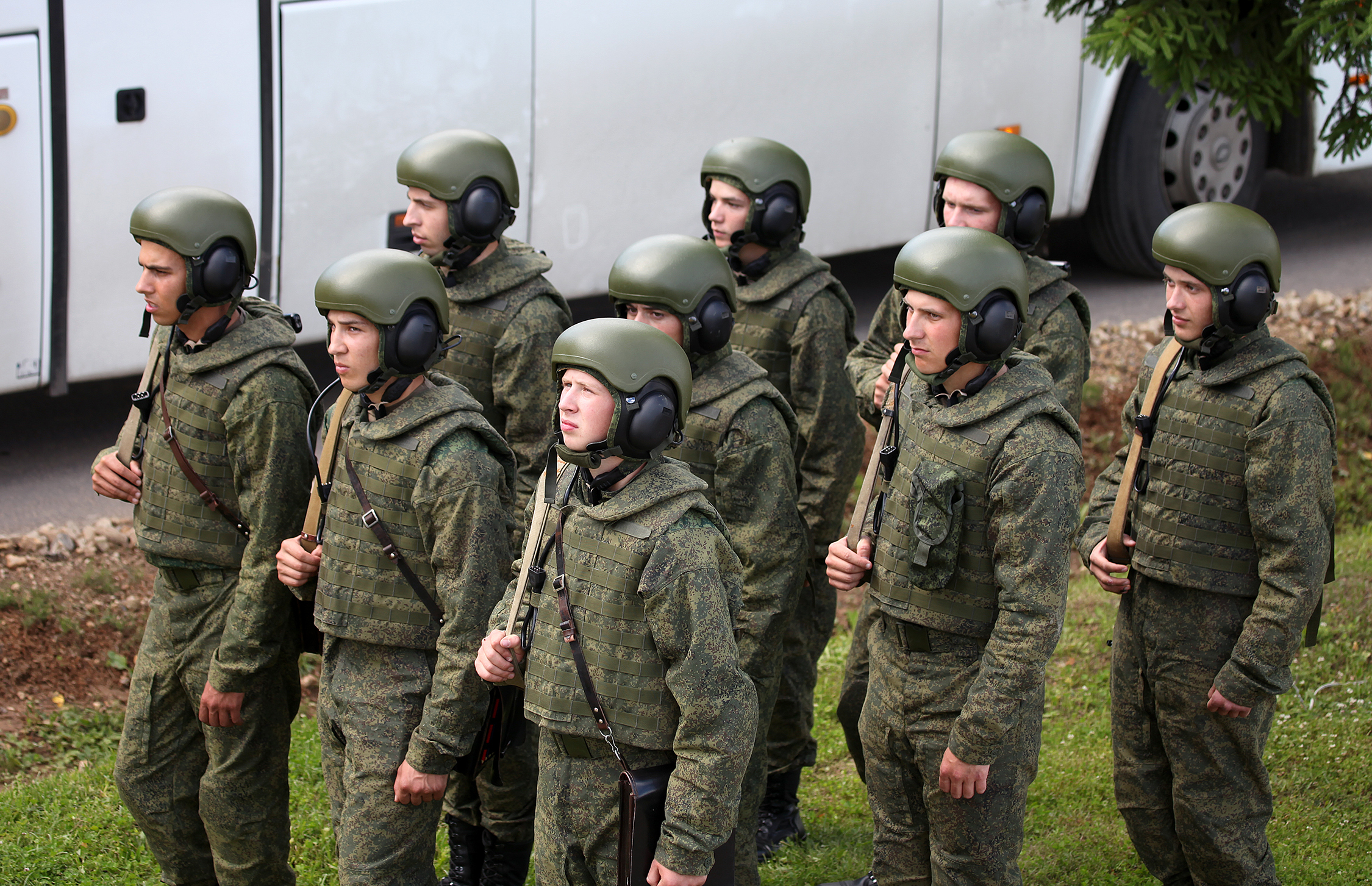
Русские танкисты в экипировке Ратник

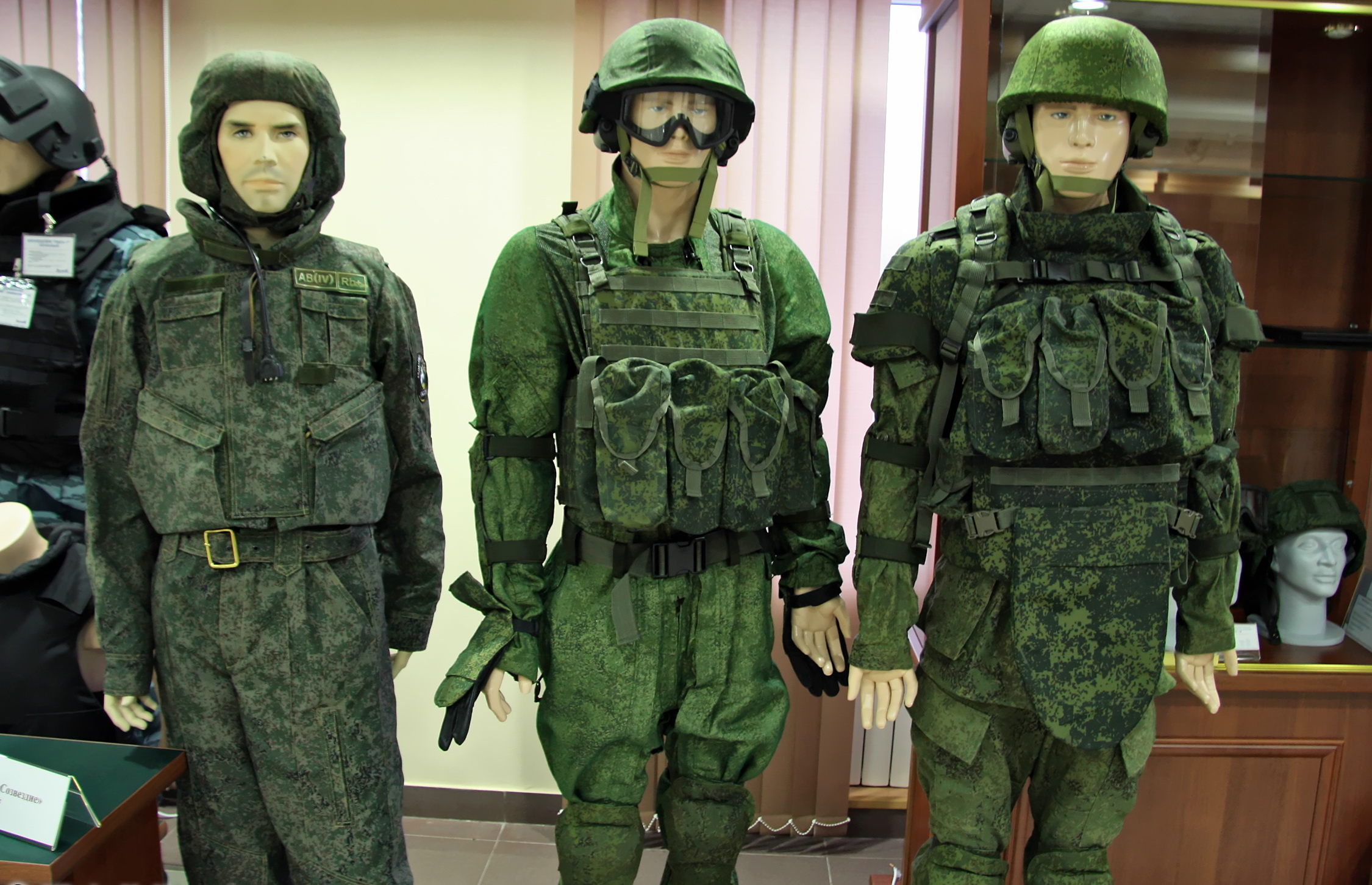
Слева направо: защитный костюм 6Б15 или «Ковбой», боевой комплект 6Б21 или «Пермячка» и индивидуальная экипировки «Бармица».

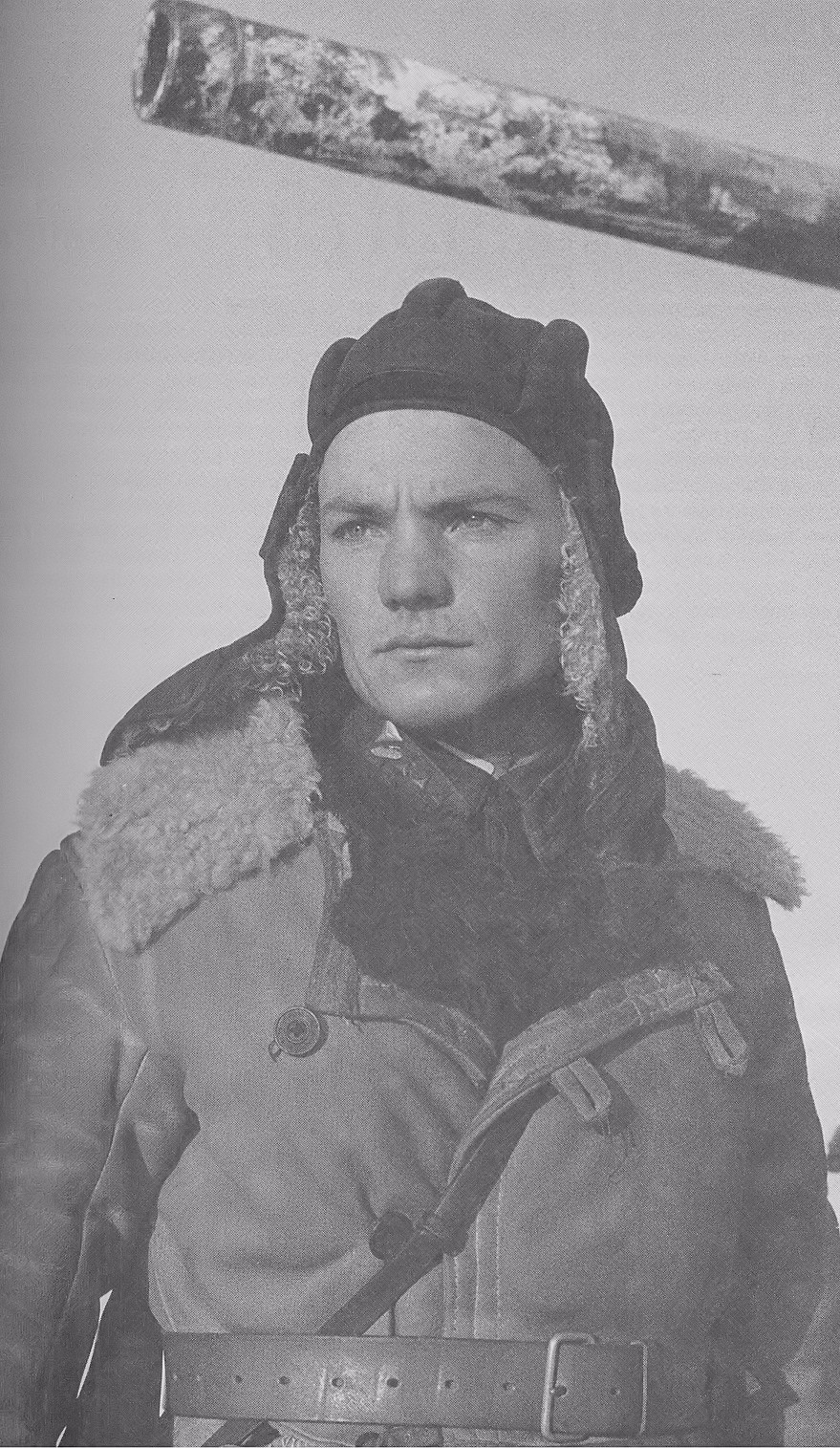
Герой Советского Союза И. Т. Любушкин в зимнем шлемофоне и бекеше.

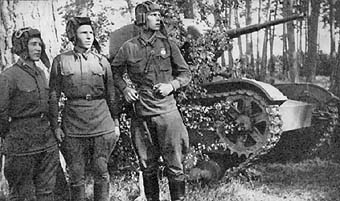
Экипаж танка Т-26 в шлемофонах.

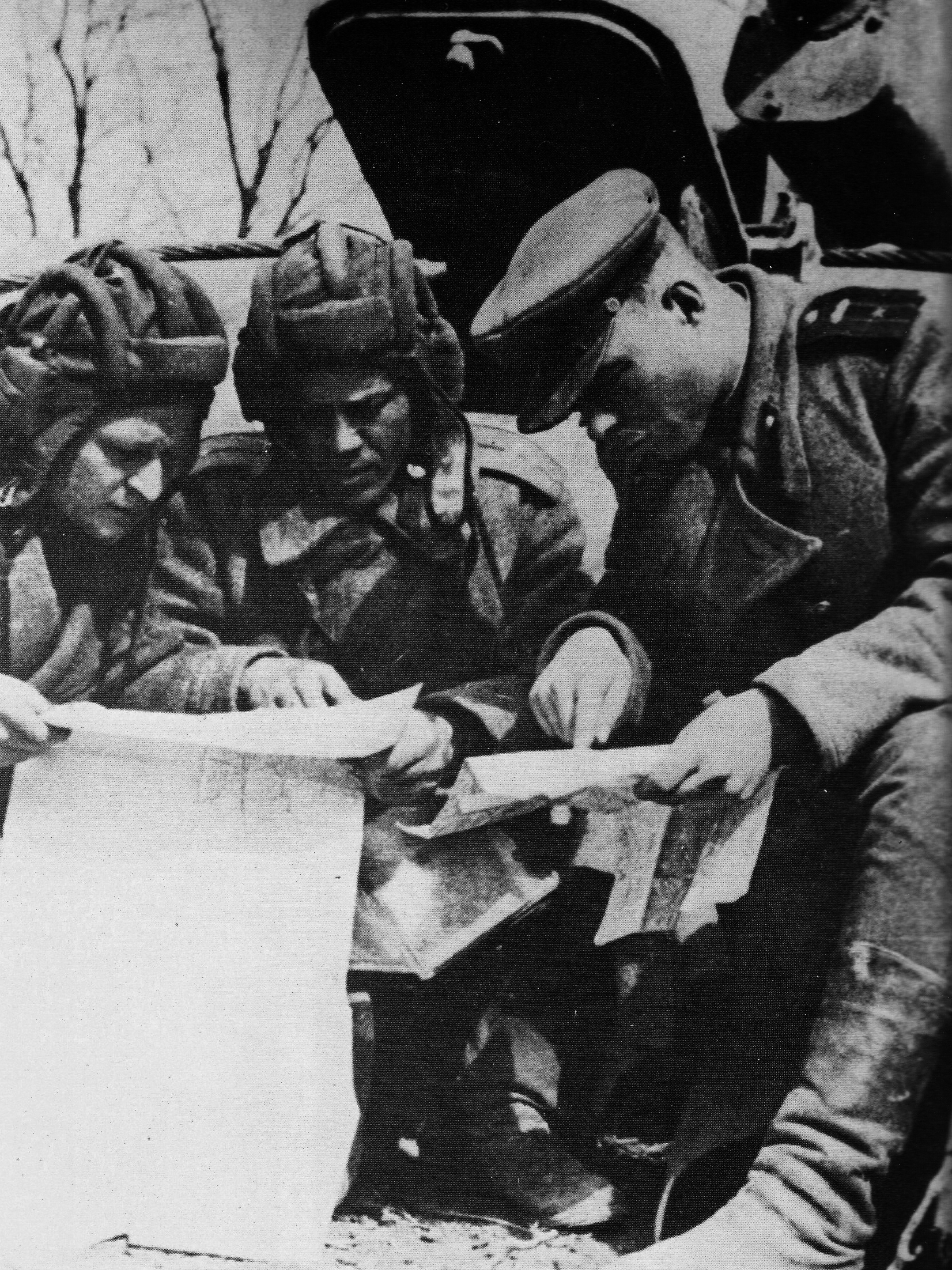
Уточнение боевой задачи, советские танкисты 4 гв.мк, Венгрия, октябрь 1944 года.

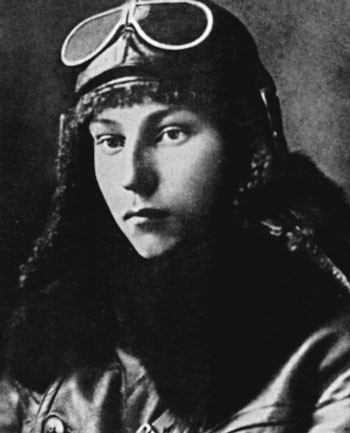
Лётчик А. И. Покрышкин, в 1940 году.

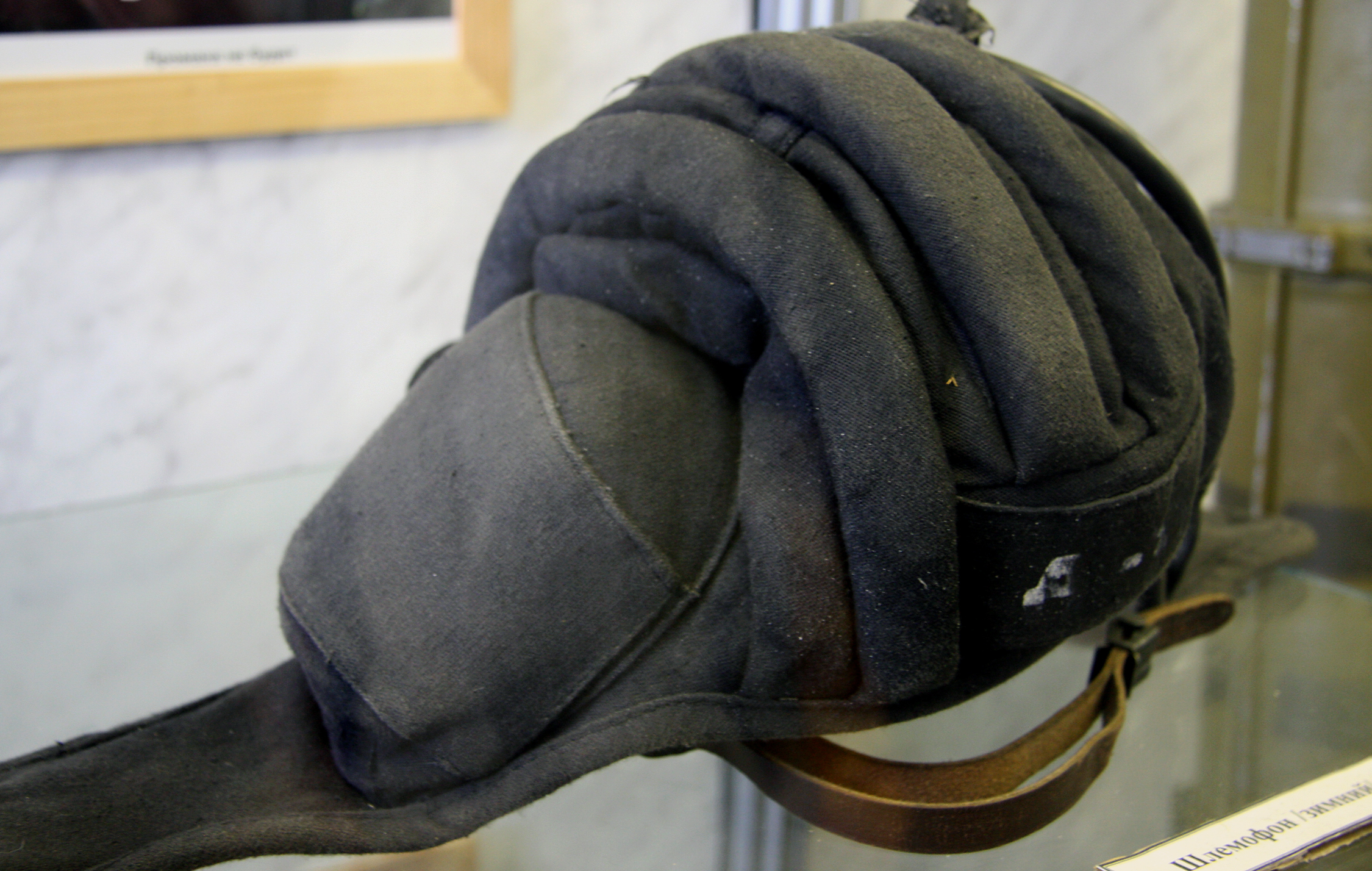
Шлемофон «ШЛ010», фото В. В. Кузьмина.

Шлемофон (от «шлем» и греч. φωνή звук) — изделие, специальное вещевое имущество и индивидуальное средство защиты, головной убор, предохраняющий владельца от механических повреждений (травм) головы и повышенного шума, и оборудованный средствами двусторонней связи.
Шлемофоны используются экипажами и пилотами боевых и специальных машин, летательных аппаратов, моряками на боевых постах, инженерно-техническим персоналом и рядом других лиц. В ВС Союза ССР и России шлемофон является инвентарным имуществом и входит в перечень специальной формы военнослужащих. Для различных категорий личного состава (персонала) выпускаются различные по исполнению типы и модификации шлемофонов, а также их летние и зимние варианты.

## История
В механизированных войсках (позднее автобронетанковых) РККА на оснащении военнослужащих стояли шлемофон образца 1931 года и шлем образца 1934 года (не был шлемофоном) так как на вооружении и военной технике массово только вводились радиостанции и переговорные устройства. В 1936 году на оснащение введён новый шлем уже как шлемофон (в шлем 34-го года были добавлены пазухи для размещения радиооборудования). Шлемофон изготавливался как из кожи, так и с покрытием из авизента (плотная износостойкая ткань особого плетения), позднее из кирзы. На «говорящей шапке» ото лба к затылку были пришиты три наголовника (валика), а в передней части размещался пришитый налобник (валик). С боков находился либо один валик, который пришивали по центру, либо три, расположенные веером. Все валики наполнялись конским волосом, а в более поздних моделях — техническим волокном.
Приказом Министра обороны Союза ССР № 92, от 27 апреля 1972 года, введена специальная форма военнослужащих бронетанковых войск которая включала в свой состав Шлемофон танковый, чёрного цвета. Позже приказом Министра обороны Союза ССР № 211 от 16 сентября 1974 года было регламентировано снабжение и использование танковых шлемофонов в СА и ВМФ. В нём было определено, что танковыми шлемофонами обеспечивались члены экипажей и расчётов:
- броневого и танкового вооружения и техники;
- специальных видов вооружения и техники, созданных на базе образцов броневого и танкового вооружения и техники;
- подвижных средств ремонта и обслуживания броневого и танкового вооружения и техники;
- торпедных и ракетных катеров Военно-морского флота ВС Союза;
- гусеничных транспортёров инженерных войск;
- других видов вооружения и техники, комплектование которых танковыми шлемофонами предусмотрено технической документацией, утверждаемой заказывающими управлениями Министерства обороны Союза ССР по согласованию с Управлением Начальника танковых войск.

Танковые шлемофоны также входят в одиночные возимые комплекты запасных частей, инструмента и принадлежностей вооружения и военной техники и закрепляются за членами экипажей в личное пользование одновременно с вводом вооружения и военной техники в строй с внесением соответствующих записей в формуляры боевых машин. Сроки носки (эксплуатации) танковых шлемофонов в военных округах, в которых военная техника комплектуется зимними и летними танковыми шлемофонами, устанавливаются:
- зимнего — пять лет;
- летнего — четыре года.

В 1982 году срок носки (эксплуатации) танкового шлемофона как зимнего так и летнего был увеличен на один год, с этого же года танковые шлемофоны как и комплекты специальной одежды для танкистов изготавливались защитного цвета (хаки).
С 1 августа 2012 года, в ВС России, началось постепенное внедрение противоосколочной накладки на танковый шлемофон в комплекте специальной формы, под индексом 6Б15, которая включает также противоосколочный броневой жилет и огнеупорный комбинезон.

## Конструкция
Представляют собой мягкий тканевый или кожаный шлем, в котором вшиты или вставлены два наушника (головных телефона) и микрофон (часто применяется надеваемый на шею спаренный ларингофон). Для дополнительной шумоизоляции в районе наушников могут применяться специальные звукоизолирующие глицериновые вставки. Для нормальной работы шлемофон подключается к бортовой переговорной сети посредством разъёма.

## Технические характеристики
Наиболее распространённые типы шлемофонов в СССР и России.

### Танковый шлемофон
ТШ-4М-Л(З)-01 предназначен для обеспечения двухсторонней радиотелефонной связи в объектах с высоким уровнем шумов, защиты от воздействия климатических факторов и от ударов об элементы конструкций объектов. ТШ-4М-Л(З)-01 (летнего — Л или зимнего — З исполнения) комплектуется ларингофонно-телефонной гарнитурой высокой шумозащиты ГВШ-Т-13-01 с ларингофонами ЛЭМ-5. 
Основные технические характеристики:
- Обеспечение работоспособности в условиях акустических шумов с уровнем до 133 дБ;
- Рабочий диапазон частот от 300 до 3 400 Гц;
- Номинальное напряжение речевого сигнала на входе тракта приёма — 1,5 В;
- Коэффициент шумозаглушения на частоте 100 Гц — не менее 13 дБ;
- Масса шлемофона не более:
  - летнего — не более 950 грамм;
  - зимнего — не более 1 050 грамм.

### Шлемофон лётный
ШЛ-82 предназначен для экипажей и технического персонала летательных аппаратов в условиях уровня шума до 115 дБ. Верх — натуральная чёрная кожа, подкладка зависит от варианта исполнения — ткань для летнего и овчина — для зимнего. Головные телефоны могут устанавливаться двух типов: низкоомные (50 Ом) или высокоомные (1 600 Ом). Шлемофон рассчитан на подсоединение защитных очков и кислородной маски. Масса шлемофона (летнего) — 500 грамм.